# Tiro esportivo nos Jogos Pan-Americanos de 2019 - Carabina de ar 10 m masculino
A categoria da carabina de ar 10 m masculino foi um dos eventos do tiro esportivo nos Jogos Pan-Americanos de 2019, em Lima. Foi disputada no dia 2 de agosto no Las Palmas Range.

## Calendário
Horário local (UTC-5)
| Data        | Horário | Fase         |
| ----------- | ------- | ------------ |
| 2 de agosto | 09:00   | Qualificação |
| 2 de agosto | 11:30   | Final        |

## Medalhistas
| Ouro   | USA Lucas Kozeniesky  |
| Prata  | MEX Edson Ramírez     |
| Bronze | ARG Marcelo Gutiérrez |

## Resultados

### Qualificação
Participaram da competição 29 atiradores. Para a final, classificaram-se os 8 melhores.
| Pos. | Atirador               | Nacionalidade            | 1     | 2     | 3     | 4     | 5     | 6     | Total | Notas |
| ---- | ---------------------- | ------------------------ | ----- | ----- | ----- | ----- | ----- | ----- | ----- | ----- |
| 1    | Edson Ramírez          | MEX México               | 105.5 | 103.4 | 102.9 | 106.3 | 104.8 | 102.8 | 625.7 | Q,    |
| 2    | Milton Camacho         | ECU Equador              | 102.6 | 104.8 | 104.6 | 103.8 | 104.5 | 102.4 | 622.7 | Q     |
| 3    | Lucas Kozeniesky       | USA Estados Unidos       | 105.6 | 102.8 | 102.7 | 103.2 | 104.3 | 103.5 | 622.1 | Q     |
| 4    | Timothy Sherry         | USA Estados Unidos       | 102.7 | 101.9 | 102.0 | 104.6 | 104.5 | 105.3 | 621.0 | Q     |
| 5    | Marcelo Gutiérrez      | ARG Argentina            | 104.8 | 101.7 | 104.0 | 105.5 | 102.8 | 102.2 | 621.0 | Q     |
| 6    | Alexis Eberhardt       | ARG Argentina            | 103.6 | 103.9 | 102.6 | 103.7 | 102.7 | 104.2 | 620.7 | Q     |
| 7    | Carlos Quezada         | MEX México               | 102.9 | 103.5 | 103.7 | 103.6 | 104.0 | 101.5 | 619.2 | Q     |
| 8    | Rudi Lausarot          | URU Uruguai              | 102.0 | 104.1 | 103.3 | 103.1 | 103.6 | 101.9 | 618.0 | Q     |
| 9    | Christopher Baldwin    | CAN Canadá               | 103.6 | 101.3 | 104.5 | 103.3 | 103.4 | 101.9 | 618.0 |       |
| 10   | Anyelo Parada          | CHI Chile                | 103.7 | 102.2 | 101.3 | 103.7 | 103.5 | 102.9 | 617.3 |       |
| 11   | Luis Mendoza           | PUR Porto Rico           | 102.6 | 102.4 | 103.9 | 103.5 | 102.9 | 101.9 | 617.2 |       |
| 12   | Julio César Iemma      | VEN Venezuela            | 101.5 | 102.2 | 103.8 | 101.2 | 103.3 | 104.6 | 616.6 |       |
| 13   | Leonardo do Nascimento | BRA Brasil               | 102.3 | 103.5 | 103.3 | 103.1 | 103.7 | 100.1 | 616.0 |       |
| 14   | Daniel Vizcarra        | PER Peru                 | 102.0 | 103.4 | 102.3 | 103.9 | 102.4 | 101.8 | 615.8 |       |
| 15   | Alexander Molerio      | CUB Cuba                 | 101.3 | 102.5 | 102.7 | 102.8 | 101.8 | 102.1 | 613.2 |       |
| 16   | Israel Gutiérrez       | ESA El Salvador          | 102.6 | 100.6 | 102.2 | 102.9 | 102.7 | 101.8 | 612.8 |       |
| 17   | Douglas Arias          | GUA Guatemala            | 102.4 | 100.9 | 101.7 | 104.0 | 102.0 | 100.7 | 611.7 |       |
| 18   | Jonathan Ayala         | URU Uruguai              | 100.6 | 104.5 | 103.6 | 102.1 | 101.3 | 99.5  | 611.6 |       |
| 19   | Rainier Quintanilla    | CUB Cuba                 | 100.1 | 101.1 | 102.8 | 103.2 | 101.2 | 103.1 | 611.5 |       |
| 20   | Allan Chinchilla       | GUA Guatemala            | 100.9 | 103.5 | 103.3 | 100.4 | 102.7 | 100.4 | 611.2 |       |
| 21   | Jeremy Ellis           | CAN Canadá               | 102.5 | 102.8 | 100.9 | 102.5 | 99.6  | 98.1  | 606.4 |       |
| 22   | Noe Preza              | ESA El Salvador          | 101.9 | 101.9 | 100.0 | 98.6  | 100.3 | 103.2 | 605.9 |       |
| 23   | Edgardo Sepúlveda      | CRC Costa Rica           | 102.1 | 101.5 | 100.9 | 100.4 | 100.7 | 100.1 | 605.7 |       |
| 24   | Cristian Santacruz     | ECU Equador              | 103.4 | 98.7  | 100.5 | 100.6 | 100.0 | 101.9 | 605.1 |       |
| 25   | Jefferson de Souza     | BRA Brasil               | 102.1 | 101.9 | 101.6 | 100.3 | 99.6  | 99.5  | 605.0 |       |
| 26   | Roberto Chamberlain    | CRC Costa Rica           | 96.8  | 96.6  | 101.9 | 98.5  | 100.4 | 103.4 | 597.6 |       |
| 27   | Miguel Mejia           | PER Peru                 | 100.4 | 101.2 | 95.6  | 100.7 | 98.4  | 101.1 | 597.4 |       |
| 28   | Gabriel Chambi         | BOL Bolívia              | 93.9  | 103.1 | 96.7  | 101.1 | 98.1  | 91.8  | 584.7 |       |
| 29   | Hosman Duran           | DOM República Dominicana | 94.4  | 97.7  | 98.4  | 92.4  | 94.2  | 97.6  | 574.0 |       |

### Final
| Pos.              | Atirador          | Nacionalidade      | 1                            | 2                              | 3               | 4               | 5               | 6               | 7               | 8               | 9               | Total | Notas |
| ----------------- | ----------------- | ------------------ | ---------------------------- | ------------------------------ | --------------- | --------------- | --------------- | --------------- | --------------- | --------------- | --------------- | ----- | ----- |
| Medalha de ouro   | Lucas Kozeniesky  | USA Estados Unidos | 51.7 10.5 10.8 10.6 10.1 9.7 | 104.3 10.5 10.8 10.6 10.4 10.3 | 125.1 10.3 10.5 | 145.4 9.6 10.7  | 166.5 10.5 10.6 | 186.6 9.5 10.6  | 206.7 10.4 9.7  | 227.4 10.1 10.6 | 248.2 10.9 9.9  | 248.2 | FPR   |
| Medalha de prata  | Edson Ramírez     | MEX México         | 51.3 10.2 10.5 10.0 10.7 9.9 | 102.9 10.8 9.8 10.6 10.7 9.7   | 123.9 10.3 10.7 | 145.1 10.7 10.5 | 166.0 10.6 10.3 | 186.1 10.4 9.7  | 206.7 10.6 10.0 | 226.7 10.3 9.7  | 247.4 10.2 10.5 | 247.4 |       |
| Medalha de bronze | Marcelo Gutiérrez | ARG Argentina      | 50.7 10.2 10.0 9.9 10.3      | 101.9 10.2 10.2 10.4 10.6 9.5  | 122.1 10.1      | 141.7 9.9 9.7   | 162.3 10.3 10.3 | 183.0 10.5 10.2 | 204.3 10.7 10.6 | 224.5 10.3 9.9  | 224.5           | 224.5 |       |
| 4                 | Alexis Eberhardt  | ARG Argentina      | 50.0 10.5 9.8 10.4 10.3 9.0  | 101.9 10.6 10.1 10.1 10.3 10.8 | 122.6 10.6 10.1 | 142.5 9.9 10.0  | 162.5 9.4 10.6  | 183.4 10.5 10.4 | 203.2 10.3 9.5  | 203.2           | 203.2           | 203.2 |       |
| 5                 | Timothy Sherry    | USA Estados Unidos | 50.1 9.4 10.2 10.0 10.6 9.9  | 101.7 9.3 10.6 10.7 10.5       | 122.7 10.2 10.8 | 143.0 9.8 10.5  | 163.4 10.1 10.3 | 183.0 9.6 10.0  | 183.0           | 183.0           | 183.0           | 183.0 |       |
| 6                 | Rudi Lausarot     | URU Uruguai        | 50.8 10.3 10.0 10.4 10.3 9.8 | 101.0 10.0 10.5 9.6 9.8 10.3   | 121.0 9.6 10.4  | 141.4 10.1 10.3 | 161.5 9.3 10.8  | 161.5           | 161.5           | 161.5           | 161.5           | 161.5 |       |
| 7                 | Milton Camacho    | ECU Equador        | 50.5 10.2 10.7 9.5 10.1 10.0 | 100.2 10.9 10.2 9.9 9.7 9.0    | 120.3 10.2 9.9  | 139.6 10.5 8.8  | 139.6           | 139.6           | 139.6           | 139.6           | 139.6           | 139.6 |       |
| 8                 | Carlos Quezada    | MEX México         | 50.2 9.5 9.8 9.8 10.2 10.9   | 98.2 9.2 10.5 10.1 10.0 8.2    | 118.3 9.7 10.4  | 118.3           | 118.3           | 118.3           | 118.3           | 118.3           | 118.3           | 118.3 |       |